# Каири (город)
Каири (англ. Kairi) — город в северо-восточной части австралийского штата Квинсленд. Население города по оценкам на 2011 год составляло примерно 460 человек. Город находится в составе региона Тейбллендс, население которого — 45300 человек (2008 год).

## География
Каири располагается на высоте 697 метров над уровнем моря на плато Атертон. Город находится недалеко от озера Тинару. Ближайший населённый пункт — Тинару. Город находится в 4 километрах к северу от Каири. В 12 километрах к юго-востоку располагается город Атертон, в 84 километрах к северо-востоку — город Кэрнс, а в 1698 километрах к юго-востоку — город Брисбен.

## История

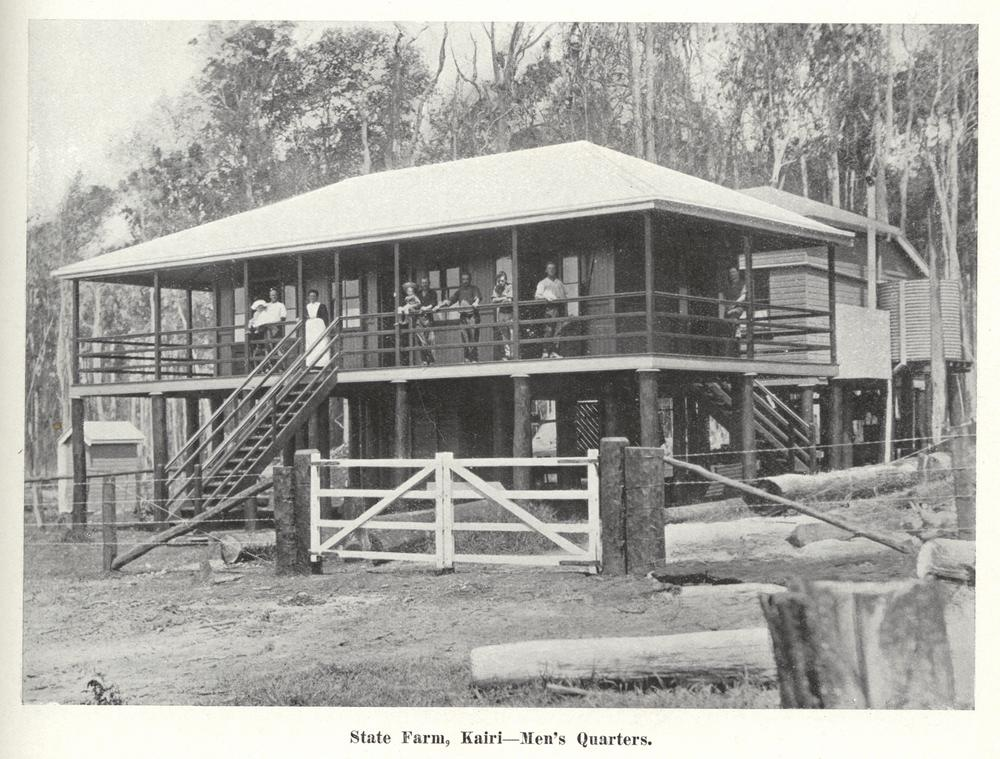
Мужские кварталы в Совхозе, около 1913 г.

Государственная школа в Каири открылась в 1911 году.

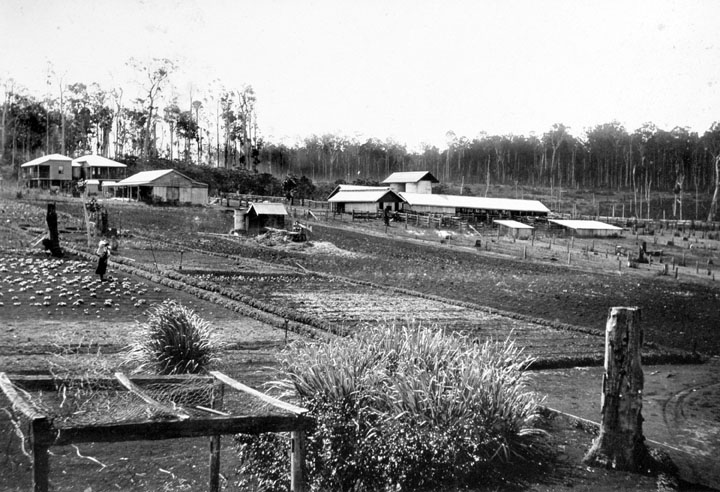
Каирский совхоз, около 1930 г.

Правительство Квинсленда объявило о создании совхоза в Каири в мае 1911 года.
Пятьдесят акров земли были расчищены для ферм, которая первоначально была предназначена для рогатого скота и свиней.
Драммонд Макферсон был назначен на должность управляющего совхозом (ранее он был управляющим совхоза в Биггендене).
К марту 1912 года в совхозе уже выращивали такие культуры, как кукуруза, коровий горох, родсова трава, тыква, сахарная дыня и огурцы.
Совхоз был закрыт в 1929 году.
В октябре 2011 года правительство Квинсленда продало большую часть земли (209 га) бывшего совхоза, сохранив за собой только 26 га.